# Erica Scott
Erica Scott, född 21 september 1970, är en åländsk hållbarhetsexpert och politiker. Hon är sedan 2021 talesperson för Hållbart initiativ, tillsammans med Robert Laaksonen. 
Erica Scott har bland annat suttit i stadsstyrelsen i Mariehamn och i styrelsen för Ålands hälso- och sjukvård. 2011 tog hon initiativet till den partiöverskridande gruppen Omställning Åland som senare arbetade fram grunden för lagtingets beslut om ett hållbart Åland 2051.